# Ferdinand Zecca
Ferdinand Zecca (1864 - 1947) was een Franse filmmaker.
Zecca is een van de pioniers in de Franse cinematografie. Hij regisseerde, produceerde en acteerde in films, en bij gelegenheid schreef hij ook. Voordat hij ging filmen, verdiende Zecca zijn brood als café entertainer. Hij maakte in totaal meer dan tachtig films. Zijn laatste film is uit 1919.

## Filmografie
- Le muet mélomane, Zecca's debuut als regisseur uit 1899.
- Quo vadis (1902), een verfilming van het gelijknamige boek van Henryk Sienkiewicz.
- La vie et la passion de Jésus Christ (co-regie, 1905), een van de eerste speelfilms over het leven van Jezus, 44 minuten lang.